# Christopher Beaumont
Pour les articles homonymes, voir Beaumont.
Christopher Beaumont, né le 4 février 1957, est un ancien militaire britannique et le seigneur de Sercq, dans les Îles Anglo-Normandes, depuis 2016.

## Biographie
Après des études secondaires au Clifton College, près de Bristol, Christopher Beaumont rejoint l'Académie royale militaire de Sandhurst et devient officier de l'armée britannique.
À la suite du décès de son père, Michael Beaumont, le 3 juillet 2016, il lui succède comme seigneur de Sercq,.
Au cours d'un entretien diffusé sur la BBC le 15 juillet suivant, Beaumont défend le modèle politique de Sercq et notamment l'organe législatif de l'île, les Chefs plaids, en disant « Il y a des Chefs plaids parfaitement fonctionnels et ils ont mon soutien total ».